# Effet Ikea
 (février 2020).
Si vous disposez d'ouvrages ou d'articles de référence ou si vous connaissez des sites web de qualité traitant du thème abordé ici, merci de compléter l'article en donnant les références utiles à sa vérifiabilité et en les liant à la section « Notes et références ».

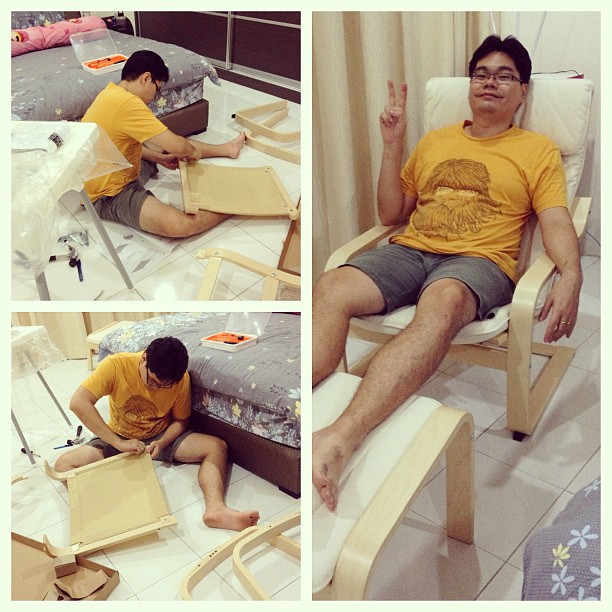
Une personne en train de monter une chaise achetée chez Ikea.

L'effet Ikea, appelé aussi effet de possession, est le nom donné à un biais cognitif dans lequel les consommateurs accordent une valeur disproportionnée aux produits qu'ils ont partiellement créés. Le terme provient du nom du fabricant et vendeur de meubles suédois Ikea, qui vend de nombreux produits en kit nécessitant d'être assemblés.

## Description
L'effet  Ikea a été décrit comme suit : « Le prix des produits Ikea est généralement peu élevé du fait que la main d'œuvre n’est pas prise en compte. Avec un tournevis cruciforme, une clé Allen et un maillet en caoutchouc, les clients Ikea peuvent littéralement construire tous les meubles de leur domicile à moindre coût. Que se passe-t-il lorsqu'ils le font ? Ils  tombent amoureux de leurs créations Ikea. » Les consommateurs de l'étude IKEA restent attachés au fruit de leur travail même s'il manque des pièces ou que des éléments ont été mal montés.
Cela expliquerait aussi pourquoi « de nombreux décideurs ou concepteurs […] ne veulent abandonner une idée pourtant erronée : ils surestiment la valeur de cette idée parce qu'ils l’ont eue eux-mêmes ».
Différents facteurs tels que les sentiments positifs (dont les sentiments de compétence) et l'heuristique de l'effort, expliquent l'effet Ikea.

## Historique et contexte
Ce concept a été identifié et décrit par Michael Norton (en) de la Harvard Business School, Daniel Mochon de l'université de Yale et Dan Ariely de l'université de Duke, qui publièrent les résultats de trois études en 2011. Ils ont défini l'effet Ikea en indiquant que « le travail seul peut suffire à induire une appréciation plus importante du fruit de notre labeur, même en montant un simple bureau standardisé, une tâche ardue et solitaire peut amener les individus à surestimer leurs (pauvres) créations. »
Norton, Mochon et Ariely ont cité le travail d'autres chercheurs antérieurs en matière de « justification de l'effort » qui a montré que plus quelqu'un s'investit dans quelque chose, plus il lui accorde de valeur. Ce phénomène a été observé par Leon Festinger (1957) et dans des domaines ayant trait à la psychothérapie (Axsom & Cooper, 1985) et au lavage de cerveau (Schein, 1956).
Comme l'ont noté Norton et ses collègues, les concepteurs étaient familiarisés avec l'effet Ikea bien avant qu'il ait un nom ou soit scientifiquement admis. L'effet Ikea avait été observé par les négociants depuis longtemps déjà. Par exemple, lorsque des préparations instantanées de gâteaux ont pour la première fois été commercialisées dans les années 1950, de nombreuses personnes ont résisté car cela rendait la cuisine « trop simple », minimisant ainsi leur travail et leur savoir-faire. Parce qu'elles ne se sentaient pas « investies » dans le processus de préparation, elles n'accordaient aucune valeur au produit. En réponse à ce problème, les fabricants de ces préparations ont procédé à une simple modification de la recette : les consommateurs devaient rajouter un œuf. En ajoutant une opération de plus - casser un œuf - les gens avaient en fait l'impression de faire de la pâtisserie, ce qui entraîna une hausse des ventes des préparations instantanées de gâteaux.
Norton et ses collègues chercheurs ont également cité l'exemple de Build-a-Bear qui permettait aux gens de faire leurs propres ours en peluche. De nombreux consommateurs apprécient cette option qui leur coûte cher alors que le fabricant ne supporte aucun coût de production. De plus, les chercheurs ont signalé la popularité des « vacances à la ferme » où les habitants des villes payaient pour effectuer le travail du fermier à sa place. De tous ces cas, les chercheurs ont déduit que les individus semblent plus disposés à payer une chose dans laquelle ils ont mis de l'énergie et du travail.
Les chercheurs ont indiqué, tout comme des études de psychologie du consommateur menées au préalable qui démontraient essentiellement l'existence de l'effet Ikea, que de nombreuses entreprises voyaient les consommateurs comme des « co-créateurs » au lieu de « simples bénéficiaires » de l'objet. L'implication des consommateurs dans la conception, la commercialisation et le test des produits était un élément important dans cette évolution.
Une étude menée par Aronson et Mills en 1959 décrite comme « classique » a fourni des résultats proches de l'effet Ikea ou d'un phénomène apparenté. Des participantes devaient se soumettre à « aucune initiation », « une initiation légère » ou « une forte initiation » avant de rejoindre un groupe de discussion. L'appréciation ultérieure de la valeur du groupe par ces femmes était proportionnelle à l'effort qui leur avait été demandé avant d'être autorisée à intégrer le groupe.
Selon les travaux d'autres chercheurs démontrant un « besoin humain fondamental de réalisation - une capacité à produire avec succès les résultats désirés dans son environnement », Norton et ses collègues ont débattu du fait « qu'un des moyens permettant aux individus d'atteindre cet objectif était d'apprécier et de contrôler des objets et possessions ». Ils mirent l'accent sur l'étude-phare d'Albert Bandura datant de 1977 qui montrait « qu'accomplir ses tâches avec succès était un moyen crucial permettant aux individus de se sentir compétent et de garder le contrôle sur les choses. »

## Expériences de Norton et associés
Norton et ses collègues menèrent une recherche afin de savoir si les consommateurs seraient prêts à payer davantage pour des produits en kit qu'il faudrait assembler soi-même. La recherche comprenait trois différentes expériences dans lesquelles les participants construisaient des pièces en Lego, des figurines pliées en origami et des boîtes assemblées Ikea.
Dans la première expérience, on confiait la tâche aux sujets de monter des meubles Ikea. Les chercheurs ont ensuite donné un prix aux articles que les participants avaient assemblés ainsi qu'à des articles Ikea pré-assemblés. Les résultats montrèrent que les sujets étaient prêts à payer 63 % de plus pour les premiers que pour les seconds.
Dans la seconde expérience, les chercheurs demandèrent aux sujets de fabriquer soit des grenouilles soit des grues en origami. Ils demandèrent alors aux participants combien ils étaient prêts à payer pour leur travail. À la suite de cela, les chercheurs réunirent un autre groupe de personnes n'ayant pas participé à la création d'origami. On demanda aux nouveaux sujets combien ils étaient prêts à payer pour les figurines réalisées par les participants.
Ensuite, le chercheur demanda combien ils étaient prêts à débourser pour un origami réalisé par un expert. Ils étaient prêts à payer davantage pour ce dernier. Le premier groupe-test s'est vu remettre un lot d'origamis comprenant un lot de leurs créations et un autre lot d'origami réalisés par des experts. Sans savoir que leurs créations faisaient partie du lot, on demanda à ces personnes d'évaluer les différents origami. Ils jugèrent les origami qu'ils avaient créés de qualité égale à ceux réalisés par les professionnels.
La troisième et dernière expérience impliquait deux groupes de personnes. On demanda au premier groupe d'assembler un meuble Ikea dans sa totalité tandis que le second ne devait le monter que partiellement. Les deux groupes durent ensuite évaluer ces articles. Les résultats montrèrent que les individus qui avaient monté l'objet en entier étaient prêts à payer davantage que ceux qui n'avaient monté l'article qu'en partie.

### Conclusions des expériences
Les expériences menées par Norton et ses collègues démontrèrent que le fait d'assembler soi-même un produit influençait la valeur que l'on accorde au produit. Les résultats suggèrent que lorsque des individus construisent un produit précis eux-mêmes, même s'ils fournissent un piètre travail, ils vont juger le résultat final meilleur que s'ils n'avaient pas fourni d'effort pour le réaliser.
D'après Norton et ses collègues, les participants « virent leurs créations d'amateurs comme de même valeur que les créations d'expert et attendaient des autres de partager leur opinion ». Il est certain que le travail mène à l'amour uniquement lorsqu'il débouche sur une tâche menée en totalité et avec succès. Lorsque les participants montent et détruisent ensuite leurs créations ou n'arrivent pas à les terminer, l'effet Ikea se dissipe. Les chercheurs conclurent également que « le travail augmentait la valeur accordée aux objets autant pour les bricoleurs que pour les novices ».
Les chercheurs notèrent que le fait d'utiliser de simples boîtes Ikea et pièces de Légo, qui ne permettaient pas de personnalisation, n'empêcha pas les participants de manifester l'effet Ikea.

## Recherche ultérieure
Gibbs et Drolet (2003) montrèrent qu'augmenter les niveaux d'énergie des consommateurs pouvait les convaincre de choisir des expériences demandant de plus gros efforts. Les sociétés ont, cependant, été prévenues qu'il ne fallait pas trop mettre les consommateurs au défi sans quoi ils seraient incapables d'accomplir la tâche et finiraient insatisfaits.
La recherche menée par Dahl et Moreau (2007) suggère que les consommateurs sont plus satisfaits lorsque la créativité nécessaire au montage d'un produit reste limitée.

## Causes de l'effet Ikea
L'un des facteurs est que « le fait d'assembler soi-même un produit procure aux individus le sentiment d'être compétents et amène une preuve directe de cette dite compétence ». De plus, l'idée qu'ils fassent des économies en achetant des produits en kit leur donnerait l'impression d'être des « consommateurs malins ».
D'autres explications possibles de l'effet Ikea ont été avancées tel qu’« un gros plan sur les attributs positifs d'un produit et la relation avec l'effort et l'appréciation ». L'effet Ikea est l'un des quelques biais cognitifs semblant refléter un lien de cause à effet entre effort perçu et valorisation.
Les travaux de Norton et ses collègues démontrèrent que la manière d'évaluer les produits des participants n'était pas liée au fait de les posséder ou « au temps passé à les manipuler. ».

## Exemples d'effets Ikea
L'effet Ikea est censé contribuer à l'effet des coûts irrécupérables qui se produit lorsque les dirigeants continuent à allouer des ressources à des projets quelquefois voués à l'échec en raison du travail déjà investi. L'effet est également relié au syndrome « pas inventé ici » dans lequel les dirigeants discréditent les bonnes idées ayant été développées ailleurs au profit d'idées (possiblement inférieures) développées en interne.
L'écrivain Tyler Tervooren réalisa qu'il était témoin d'un exemple de l'effet Ikea lorsqu'il vit une maison à vendre à un prix supérieur à sa valeur d'au moins 30 000 dollars du fait que sa propriétaire avait fait construire, aménager et décorer elle-même chaque millimètre de la maison à son goût. Alors qu'elle considérait la maison comme « un chef-d'œuvre », Tervooren voyait « une maison comme les autres avec des couleurs qu'il n'aurait jamais choisies. » Tervooren réalisa qu'il avait été, lui aussi, victime de l'effet Ikea à plusieurs reprises : « J'avais un lien spécial avec ma vieille voiture car je travaillais toujours dessus moi-même. Et quand mon iPhone cassa l'an dernier, je l'ai démonté et ai appris comment le réparer pour pouvoir continuer à l'utiliser. »
Il est possible de dire que l'heuristique d'effort se manifeste, outre le renforcement social, dans le cas de la production d'un travail bénévole, où l'argent n'est pas le principal renforçateur secondaire (par exemple, dans le cas où les programmeurs ont été sollicités pour aider gratuitement à la création de programmes open-source tels que le systèmes d'exploitation Linux).

### Animaux
L'effet Ikea a également été observé sur des animaux comme les rats et les étourneaux qui préfèrent obtenir de la nourriture de sources qui requièrent un effort de leur part (Kacelnik & Marsh, 2002; Lawrence & Festinger, 1962).
Dans une étude publiée en 2010, des neuroscientifiques de l'Université Johns Hopkins ont constaté qu'un effet similaire était également observé chez les souris. Lors de l'expérience, les souris de laboratoire avaient le choix entre deux sources de nourriture : Pour obtenir le liquide sucré au goût A, ils devaient appuyer sur l'un des deux leviers. Pour obtenir le liquide sucré au goût B, ils devaient appuyer sur l'autre levier. Progressivement, la quantité de travail nécessaire pour l'un des deux arômes a été augmentée, c'est-à-dire que les souris ont dû appuyer jusqu'à 15 fois sur le levier correspondant. Pour l'autre saveur, l'effort est resté le même. Après leur retour dans leur cage, les souris ont montré une préférence marquée pour la saveur pour laquelle elles avaient dû travailler plus dur.

### Commerce
Tervooren a prévenu les propriétaires de commerces qu'ils pouvaient « récolter d'importantes récompenses en mettant l'effet Ikea au profit de leurs clients. Dès que possible, il faut les laisser personnaliser les produits et services qui leur sont offerts. Qu'ils aient l'impression que leur propre créativité et effort se retrouvent dans ce dont ils ont besoin de leur part. Ils seront prêts à payer davantage pour cela. »
Un article paru dans Forbes en 2012 conseillait aux vendeurs la chose suivante : « Si vos clients assemblent eux-mêmes votre produit, ils l'aimeront davantage » mais ajoutait également « qu'un processus d'assemblage clair et précis sans aucun risque de frustrer les consommateurs est essentiel.».
Les créateurs d'applications informatiques ont été invités à profiter de l'effet Ikea en proposant « des échantillons de données, des valeurs par défaut et des modèles modifiables pour aider à rendre l'application vivante aux yeux des utilisateurs, pleine de contenu et de connexions. Envoyez ensuite de rapides e-mails déclencheurs et des conseils afin de permettre aux gens d'interagir avec ce contenu - même s'il s'agit uniquement de déplacer une carte sur un tableau ou de répondre à un mail. Cela permet de diminuer la peur et la frustration ressentie par le fait de travailler sur un nouveau produit pendant son apprentissage. » Les fabricants de produits informatiques tel que Wistia, Basecamp et iDoneThis par exemple ont été guidés par l'effet Ikea pour leur lancement.
Des défenseurs des droits des consommateurs ont mis les consommateurs en garde contre l'effet Ikea en signalant que cela pouvait causer du tort de créer ou concevoir des idées ou produits qui ne seraient pas si bons que ça en définitive. » (1) D'un autre côté, un article paru dans Psychology Today suggéra que « si vous n'arrivez pas à vous décider entre acheter quelque chose de pré-assemblé ou à monter vous-même, pensez au sourire qui viendra illuminer votre visage lorsque le travail sera accompli grâce aux efforts qui vous semblent inutiles à l'heure qu'il est. Vous économiser du travail peut juste vous coûter un peu de bonheur. »
Norton et ses collègues ont alerté l'opinion en signalant que l'effet Ikea pourrait amener les individus à surestimer leurs biens en les proposant à la vente. Par exemple, « les personnes pourraient considérer les améliorations qu'ils ont apportées à leur domicile  - tel que le chemin en pavés qu'ils ont posé de leurs propres mains - comme des éléments augmentant la valeur de leur maison bien plus que les acheteurs qui n'y voient qu'un chemin d'accès. ». Mochon a, en outre, répondu à une question en ces termes : « les consommateurs ne comprendront jamais qu'Ikea les fait se sentir idiots juste pour vendre davantage de tables. Je ne suis pas sûr que le retour de manivelle se fasse envers Ikea. »